# Vjeroispovijed
Vjeroispovijed ili vjeroispovijest, također konfesija i vjerska denominacija, je zasebna vjerska zajednica. 

## Podrijetlo izraza
Izraz vjeroispovijed ili konfesija (lat. confiteor = prizati, očitovati) je prvobitno označavalo u religioznom smislu ispovijed, a u kazneno-pravnom smislu priznanje.
Kroz povijest reformacije je konfesija označavala vjersko priznanje pripadnosti nekoj protestantskoj partiji (n.pr. Augsburška konfesija). To je istovremeno bilo davanje identiteta osnivačkim dokumentima pojedinih religijskih zajednica. Kroz unutrašnju zajedničku povezanost religijskih orijentacija i crkvenih dostojanstvenika pojam "konfesija" je u početku bio oznaka reformističke crkve. Kako su ubrzo protestantski pravci oblikovali crkve koje se više nisu razlikovale kroz očitovanja svojih pripadnika nego formalnim obilježjima, izraz kršćanska vjeroispovijed je uskoro postao pojam koji obuhvaća sve prihvaćene pravce unutar kršćanske crkve. Jedina iznimka su pravci koji su marginalizirani i označava ih se kao sekte.
Izraz se koristi i za razlikovanje pojedinih kršćanskih denominacija (Katolička crkva, Pravoslavna Crkva i brojne protestantske crkve). Jednako tako se ponekad koristi i za tri glavna pravca unutar židovstva (ortodoksni, konzervativni i reformisti) kao i dva glavna pravca u islamu (suniti i šijiti). I u hinduizmu postoje četiri pravca na koje se može primijeniti ovaj izraz (šivaizam, šaktizam, višnaizam i smartizam).
Stvaranje jedne vjerosipovijesti se obično proteže kroz duže vremensko razdoblje, a razlozi mogu biti razni. To može biti kriza do koje dolazi zbog zemljopisnih ili kulturoloških promjena unutar određene konfesije, ili pod trajnim utjecajem grupe koja pripada drugoj vjeroispovijedi, ili pripadnivi jedne vjeroispovijedi s vremenom razviju različite poglede na ista pitanja. S vremenom pripadnici iste religije utvrde da su se bitno razišli između sebe po pitanjima teologije, filozofije, etike, religiozne prakse odnosno rituala. Na kraju se iz najrazličitijih razloga i različitim putovima oblikuju vjeroispovijedi koje su različite. 
U drugim slučajevima vjeroispovijedi se mogu vrlo brzo oblikovati, ili kao posljedica crkvenog raskola (šizme) unutar postojeće religije, ili iskustvom duhovne obnove, buđenja, s ciljem stvaranja nove vjeroispovijedi koja se zasniva na novom razumijevanju.